# Chulalongkorn
Chulalongkorn, Czulalongkorn (Rama V), o imieniu królewskim Phra Chula Chomklao Chaoyuhua (taj. พระบาทสมเด็จพระจุลจอมเกล้าเจ้าอยู่หัว) (ur. 20 września 1853, zm. 23 października 1910) - król Syjamu (obecnie Tajlandii) z dynastii Chakri panujący w latach 1868–1910. Był najstarszym synem króla Mongkuta oraz królowej Ramphai Pamarapirom (Thepsirintry).

## Dokonania

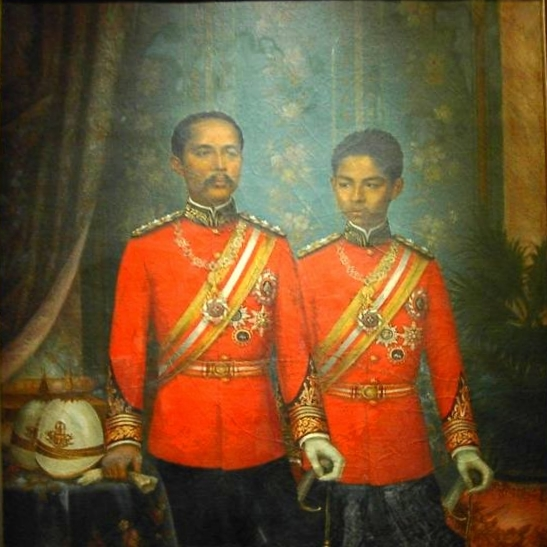
Chulalongkorn z synem, księciem Vajirunhisem

Król Chulalongkorn jest uważany za jednego z największych królów Tajlandii. Wprowadził wiele reform mających na celu unowocześnienie kraju. Zniósł niewolnictwo oraz zastąpił prace przymusowe na rzecz państwa opodatkowaniem. Sprowadzał doradców z zagranicy, a także wysyłał młodzież na nauki do innych krajów, zakładał szkoły, rozwijał system komunikacji. Dzięki wprowadzanym zmianom państwo cieszyło się rozkwitem gospodarczym.
W uznaniu dla jego zasług, po śmierci zaczęto go nazywać Ukochanym Wielkim Królem (Somdej Phra Piyamaharaj).

## Chulalongkorn w kulturze
Król Mongkut zatrudnił angielską nauczycielkę Annę Leonowens, by uczyła jego dzieci, w tym Chulalongkorna, języka angielskiego.
Postać Anny Leonowens, Mongkuta oraz Chulalongkorna zostały ukazane m.in. w książce Margaret Landon pt: Anna i król Syjamu oraz w filmie: Anna i król.